# Rhino Records
Rhino Records je americké hudební vydavatelství, které vlastní Warner Music Group. Bylo založeno v roce 1978, vydává alba mnoha skupin jako je např. Chicago či remasterované nahrávky The Doors či Grateful Dead.